# Lugi
Lugi, tudi Lugijci, Ligi, Ligijci, Lugioni, Lugijani ali Lugoi, so bili plemenska zveza, ki jo omenjano rimski avtorji od leta 100 pr. n. št. do 300 n. št. v osrednji Evropi, natančneje severno od Sudetov v porečju gornje Odre in Visle. Ozemlje s ujema s sedanjo Šlezijo, Velikopoljsko, Mazovijo in Malopoljsko. Večina arheologov Luge enači s przevorsko kulturo, povezano tudi z Vandali. Nekateri avtorji domnevajo, da so bili Lugi zelo sorodni z Vandali ali bili Vandali sami. Četudi je bila njihova kultura v zgodnjem rimskem obdobju pod močnim keltskim vplivom, so se Lugi, tako kot Vandali, običajno šteli za Germane. Imeli so pomembno vlogo v srednjem delu jantarske poti od Sambije ob Baltskem morju do provinc rimskega cesarstva: Panonije, Norika in Retije.
Lugov se ne sme zamenjati z ljudstvom z enakim imenom, naseljenim v Sutherlandu in Škotski.

## Etimologija
Etimologija imena Lugi je negotova. Ime bi lahko bilo povezano s keltskimi koreni *leug- (močvirje), *lugiyo- (prisega, sorodno gelskemu luge - s prisego, staroirsko luige, prisega), *lugo- (črn, staroirsko loch) ali morda z imemom boga Luga.

## Zgodovina
Lugi so prvič omenjeni v Strabonovi Geografiji. Opisani so kot "veliko ljudstvo" in skupaj s Semnoni, Langobardi in sicer neznanimi Zumi, Butoni, Mugiloni in Sibini kot del zveze, podložne markomanskemu vladarju Marobodu. Njegovo središče od leta 9 pr. n. št. do 19 n. št. je bila sodobna Češka. Maroboda je leta 19 n. št. odstavil  Herusk Arminij.
Plinij starejši Lugov sploh ne omenja. Kot eno od najpomembnejših ljudstev v Germaniji namesto njih omenja Vandile, živeče na istem ozemlju. Mednje prišteva tudi Burgundione, Varine, Harine in Gutone.
Naslednjič so bili Lugi omenjeni med vladanjem cesarja Klavdija (vladal  41–54 n. št).  Po pisanju v Tacitovih Analih je "v 50. letih velika množica Lugov in Hermundurjev pod vodstvom Hermundurja Vibilija sodelovala v padcu Vanija, ki so ga Rimljani postavili na oblast namesto Maroboda". V Germaniji 43:3 Tacit omenja, da je ime Vandili "izvirno in zelo staro", Vandilov samih pa na seznamu ljudstev sploh ne omenja, opisuje pa Luge kot ljudstvo,  razdeljeno na številna plemena (civitates), od katerih navaja samo pet najmočnejših: Harije, Helvekone, Manime, Helise in Nahanarvale. 
Naslednji podatek o Lugih prihaja iz Rimske zgodovine Kasija Diona, ki omenja dogodke v letih 91–92 med  vladanjem cesarja Domicijana. Lugi so takrat sklenili zavezništvo z Rimljani in jih prosili za pomoč proti nekaterim Svebom. Domicijan jim je poslal 100 konjenikov, ali so ti jezdeci res prispeli na cilj, pa ni znano. Če so prispeli, so bili prvi rimski vojaki na ozemlju sedanje Poljske. Zavezništvo med Lugi in Rimljani omenja tudi Chronica Polonorum Wincentyja Kadlubeka iz 12. stoletja.
Ptolemej omenja Luge Omane (Λοῦγοι οἱ Ὀμανοὶ), Luge Didune (Λοῦγοι οἱ Διδοῦνοι) in Luge Bure (Λοῦγοι οἱ Βοῦροι) in jih umešča v Veliko Germanijo v  porečje gornje Visle, se pravi v sedanjo Poljsko. Vandalov sploh ne omenja. Buri, ki jih Ptolemej omenja kot del Lugov, so imeli pomembno vlogo v markomanskih vojnah (166–180): Rimljani so bili prisiljeni, da so med vladanjem cesarja Komoda leta 182-183 proti njim organizirali posebno kampanjo, imenovano Expeditio Burica. 
Kasnejša zgodovina Lugov je negotova, vendar nekateri zgodovinarji domnevajo, da jih je  mogoče poistovetiti z  Longioni, omenjenimi v Zosimovi Novi zgodovini (Historia Nova). Cesar Prob jih je leta 279 premagal blizu reke Lygis v Retiji, ki se običajno enači z reko Lech v sedanji Avstriji in na Bavarskem. Druga omemba bi lahko bila omemba velikega ljudstva 'Lupiones-Sarmatae', prikazanega na  latinskem zemljevidu Tabula Peutingeriana, ki se običajno datira v 2.-4. stoletje n. št.
Luge so  verjetno v 3. stoletju popolnoma absorbirali Vandali.  Četudi rimski avtorji umeščajo obe ljudstvi na isto ozemlje, ju nikoli ne omenjajo hkrati. Herwig Wolfram ugotavlja, da so bili "Lugi in Vandali po vsej verjetnosti ena kulturna skupnost, ki je živela ob Odri v Šleziji, in bila najprej pod keltsko in nato  germansko dominacijo."

### Primarni vir
- Tacit, Germania XLIII

### Sekundarni viri
- Anderson, John (1938). Germania. Bristol Classical Press. ISBN 1853995037. Pridobljeno 9. marca 2014.
- Hussey, Joan Mervyn (1966). Cambridge Medieval History. Cambridge University Press. ISBN 0-5200-8511-6. Pridobljeno 5. maja 2013.
- Merrils, Andrew H. (2004). Vandals, Romans and Berbers: New Perspectives on Late Antique North Africa. Ashgate Publishing, Ltd. ISBN 0754641457. Pridobljeno 9. marca 2014.
- Schutte, Gudmund (2013). Our Forefathers, Volume 2. Cambridge University Press. ISBN 1107677238. Pridobljeno 9. marca 2014.
- Sergent, Bernard (1991). »Ethnozoonymes indo-européens«. Dialogues d'histoire ancienne. 17 (2): 13. doi:10.3406/dha.1991.1932.
- Waldman, Carl; Mason, Catherine (2006). Encyclopedia of European Peoples. Infobase Publishing. ISBN 1-4381-2918-1. Pridobljeno 5. maja 2013.
- Wolfram, Herwig (1997). The Roman Empire and its Germanic peoples. University of California Press. ISBN 0-5200-8511-6. Pridobljeno 5. maja 2013.